# Silvia Ciornei
Silvia Ciornei (n. 27 august 1970, Ploiești, România) este un fost senator român în legislatura 2004-2008 ales în județul Neamț pe listele partidului PC. În cadrul activității sale parlamentare, Silvia Ciornei a fost membru în grupurile parlamentare de prietenie cu Republica Filipine și Statul Kuwait. Silvia Ciornei a înregistrat 56 de luări de cuvânt în 37 de ședințe parlamentare. Silvia Ciornei a inițiat 15 propuneri legislative din care 2 au fost promulgate legi. Silvia Cionei a fost membru în  comisia economică, industrii și servicii (din feb. 2008) - Președinte (feb. - sep. 2008), Vicepreședinte (din sep. 2008), în comisia pentru egalitatea de șanse (din oct. 2007), în comisia pentru administrație publică, organizarea teritoriului și protecția mediului (iun. - oct. 2007), în comisia pentru egalitatea de șanse (dec. 2006 - iun. 2007), în comisia pentru buget, finanțe, activitate bancară și piață de capital (până în dec. 2006) - Secretar și în comisia pentru egalitatea de șanse (până în sep. 2006). 
În perioada 28 decembrie 2000 - 19 iunie 2003, Silvia Ciornei a fost ministru pentru întreprinderile mici și mijlocii și cooperație. 
1. ↑  Deputații în Parlamentul European